# Kiszsidány
Kiszsidány là một thị trấn thuộc hạt Vas, Hungary. Thị trấn này có diện tích 4,93 km², dân số năm 2010 là 101 người, mật độ 20 người/km².